# Pir (Sufismus)

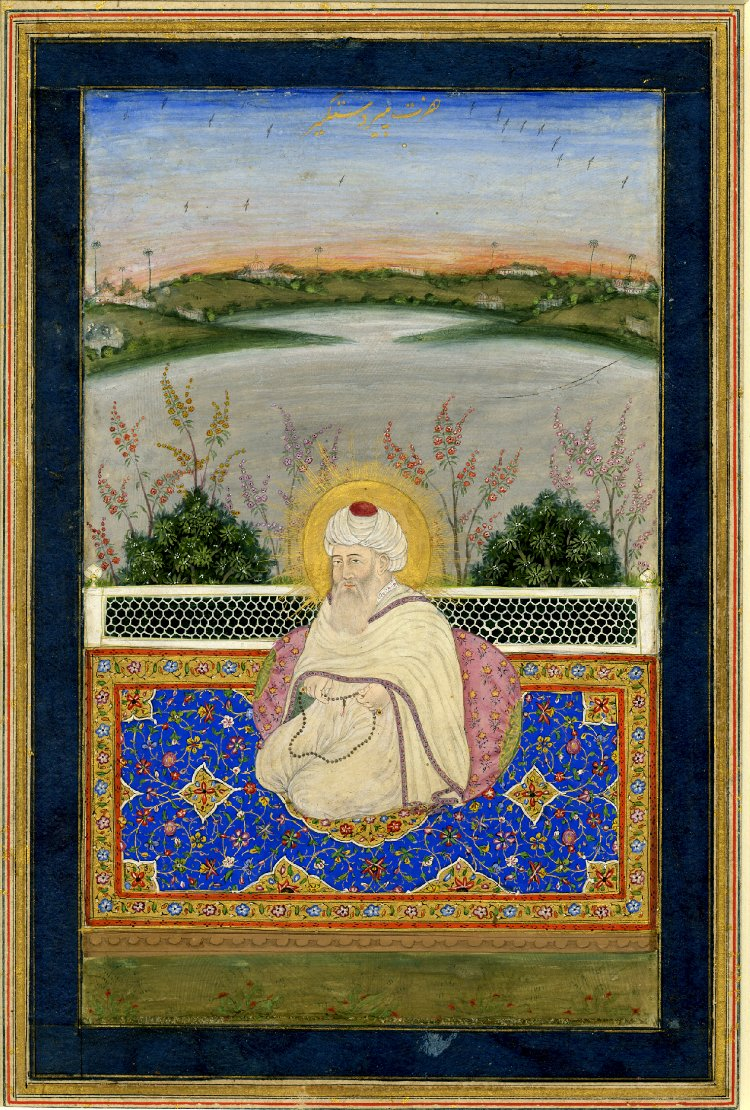
Pir Dastgir Sahib, der in einem aufwendig gestalteten Schrein im nordindischen Srinagar verehrt wird. Indische Miniaturmalerei im Moghulstil, Ende 18. Jahrhundert

Pīr (persisch پير, ‚alter, weiser Mann‘) ist im türkisch-, kurdisch- und persischsprachigen Raum der ehrenvolle Titel eines spirituellen Meisters im Sufismus. Das Verbreitungsgebiet des Titels reicht vom Balkan, Anatolien, dem Iranischen Hochland, dem südlichen Zentralasien einschließlich des Pamir-Gebirges bis nach Südindien. Als Pīr angesprochene Sufi-Missionare erreichten auch Südafrika.
Ein Pīr kann der Gründer eines Sufi-Ordens (Tariqa) sein, der häufig postum als Schutzheiliger angesehen wird. Der persische Titel entspricht im Arabischen dem Scheich und unter anderem im Türkischen dem Baba. Regional werden Pīr und Murschid (Lehrer der Murīden) gleichgesetzt oder voneinander unterschieden. In Pakistan kann zwischen dem Murschid als dem spirituellen Lehrer und dem Pīr als einem verehrten Heiligen unterschieden werden. Ein anderes Wort für den heiligen Pīr ist Wali.
In der islamischen Volksreligion in Bangladesch wird der heilige Satya Pir verehrt. Ein anderer Heiliger in Bangladesch, der von Muslimen und Hindus gleichermaßen verehrt wird, ist Manik Pir. Die Anfänge dieses Kults liegen vermutlich im 15./16. Jahrhundert. Wandernde Straßensänger glorifizieren ihn in Volksliedern (manik pirer gan). Pīrs waren ein wesentlicher Faktor bei der Islamisierung Bengalens im 18./19. Jahrhundert.
Bei den Jesiden wird zwischen Scheich und Pīr unterschieden, denn Scheiche und Pīre bilden im religiösen Klassensystem der Jesiden, das erblich an Familien gebunden ist, zwei verschiedene Klassen.

## Beispiele
- Hadschi Bektasch
- Pir Umar Halveti
- Nureddin al-Dscherrahi
- ʿAbd al-Qādir al-Dschīlānī